# Ahmad Aali
Ahmad Aali (persky احمد عالیb * 1935 Tabríz) je íránský fotograf a umělec.

## Život a dílo
Dne 24. září 2010 se uskutečnila výstava jeho obrazů z let 1961 až 2009 v galerii Mah-e Mehr v Teheránu.

## Samostatné výstavy
- 1963 Talar e Farhang
- 1965 Talar e Iran (Ghandriz)
- 1968 Borghes Gallery
- 1968 Seyhoun Gallery
- 1970 French Association
- 1997 Barg Gallery (zpětné ohlédnutí za 40 let)
- 2008 Aria Gallery

## Recenze
Rozhovory, kritiky, publikované články a eseje o fotografii:
Before 1979 (before Iranian Revolution) (Před rokem 1979 (před Íránskou revolucí)
Více než 18 publikovaných statí v:
Khoushe, Keyhan international, Journal de Teheran , Tehran Journal, Bamshad Magazine, Etela’at newspaper, Tamasha Magazine, Tasvir Magazine, Ayandegan Magazine, Donya-ye Jadid Magazine, Omid-e Iran Magazine.